# Pseudorimula marianae
Pseudorimula marianae is een slakkensoort uit de familie van de Lepetodrilidae. De wetenschappelijke naam van de soort is voor het eerst geldig gepubliceerd in 1989 door McLean.